# 名古屋市立千代田橋小学校
名古屋市立千代田橋小学校（なごやしりつ ちよだばししょうがっこう）は、愛知県名古屋市千種区千代田橋二丁目にある公立小学校。

## 歴史

### 沿革
- 1979年（昭和54年）4月1日 - 中部旭紡績工場跡地に名古屋市立千代田橋小学校として開校[新聞 1]。
- 1980年（昭和55年）4月 - 学区の一部が宮根小学校学区に編入される[WEB 1]。
- 1981年（昭和56年）12月 - 住居表示の実施に伴い、学校所在地が千代田橋二丁目となる[WEB 1]。
- 1982年（昭和57年）4月 - 従来宮根小学校区であった東千種台地区が学区に編入される[WEB 1]。
- 1983年（昭和58年）
  - 4月 - 新屋敷地区が学区に編入される[WEB 1]。
  - 10月 - 校歌として「伸びゆく子」が制定される[WEB 1]。
- 2008年（平成20年）4月 - 特別支援学級を新設[WEB 1]。

### 児童数の変遷
『愛知県小中学校誌』（2018年）によると、児童数の変遷は以下の通りである。
| 1979年（昭和54年） | 344人 |  |
| 1987年（昭和62年） | 977人 |  |
| 1997年（平成9年）  | 517人 |  |
| 2007年（平成19年） | 444人 |  |
| 2017年（平成29年） | 428人 |  |

## 委員会
委員会活動として、放送委員会、体育委員会、図書・広報委員会、環境美化委員会、園芸委員会、給食委員会、保健委員会、代表委員会がそれぞれ活動を行っている。

## 部活動
部活動として、野球部・バスケットボール部・サッカー部・音楽部がそれぞれ活動を行っている。

## 通学区域
所管する名古屋市教育委員会は、2018年（平成30年）9月1日現在、千種区のうち、香流橋一丁目・同二丁目・新西一丁目・同二丁目・竹越一丁目・同二丁目・千代田橋一丁目・同二丁目・東千種台の全域を通学区域として指定している。
また、卒業後の進学先は名古屋市立千種中学校となっている。

## 交通アクセス
- 最寄り駅は名古屋市営地下鉄名城線茶屋ヶ坂駅、最寄りバス停は基幹バス（名古屋市営バス・名鉄バス）汁谷停留所である[WEB 2]。

### WEB
1. 1 2 3 4 5 6 7  “学校の沿革”.   名古屋市立千代田橋小学校. 2016年2月7日閲覧。
2. 1 2  名古屋市教育委員会事務局総務部企画経理課企画統計係 (2018年9月18日). “千種区の小・中学校一覧”.   名古屋市. 2018年11月14日閲覧。
3. ↑  “委員会活動”.   名古屋市立千代田橋小学校. 2016年4月23日閲覧。
4. ↑  “部活動”.   名古屋市立千代田橋小学校. 2016年4月23日閲覧。
5. ↑  名古屋市教育委員会事務局総務部教育環境計画室計画係 (2018年9月1日). “名古屋市立小・中学校の通学区域一覧（千種区）” (PDF).   名古屋市. 2018年11月15日閲覧。
6. ↑  名古屋市教育委員会事務局総務部教育環境計画室計画係 (2018年4月1日). “名古屋市立中学校区一覧（小→中）” (PDF).   名古屋市. 2018年11月14日閲覧。

### 新聞
1. ↑  “千代田橋小学校誕生 区内で14番目”. 広報なごや 千種区版:  p. 8. (1979年4月5日)

### 書籍
1. ↑  六三制教育七十周年記念 愛知県小中学校誌 合同記念誌編集特別委員会 2018, p. 167.